# Derlis María Beccaglia
Derlis María Beccaglia, nacido en Argentina, fue un director de cine, guionista, fotógrafo y productor de fotonovelas que trabajó en la segunda mitad del siglo XX. Su hermano trillizo Delfor María Beccaglia también se dedicó al cine como director, guionista y productor. Su otro hermano trillizo Juan (Delmo) M. Beccaglia fue escritor, guionista.
En los comienzos trabajaron juntos realizando cortos y ganando varios premios.

## Actividad vinculada al cine
En 1963 comenzó la filmación de Una excursión a los indios ranqueles, según su propio guion sobre la novela homónima de Lucio V. Mansilla, con la colaboración de Mario Soffici como supervisor de la dirección.
La filmación fue comenzada en 1963 pero se suspendió por motivos económicos. Se reanudó en 1965 con otro elenco de intérpretes pero fue nuevamente suspendida, esta vez en forma definitiva.
En 1970 dirigió Un elefante color ilusión, protagonizado por Pablo Codevila, Mario Soffici,  Las Trillizas de Oro, Enzo Viena, Silvia Mores, Andrés Percivale, el elefante Pelusa, la participación especial de Don Luis Sandrini,  entre otros grandes actores. La excelente producción de Delfor M. Beccaglia y Juan M. Beccar (seudónimo de Juan(Delmo) M. Beccaglia junto con Alma Bressan y Víctor Proncet en el guion. Temas musicales de Mario Marzán, Ben Molar y Palito Ortega.  La Prensa opinó sobre el filme:

”Exigencias estéticas aparte, este film nacional, sin pretensiones mayores, puede llegar a ciertos paladares acostumbrados a simples figuraciones, que bien pueden confundirse en nuestro medio con la verdadera imagen de la sencillez y la trivialidad…Perfiles humanos rescatables.”

En 1968 dirige, con un guion de Gius, "Amor y un poco más". Reparto: Enzo Viena, Atilio Marinelli, Elsa Daniel, Olga Zubarry, entre otros. Se grabó gran parte en el Crucero Ibarra y en Río de Janeiro, carnavales.

## Filmografía
Director
- Un elefante color ilusión (1970)
- Amor y un poco más (1968)
- Una excursión a los indios ranqueles  (1963) y (1965)

Guionista
- Sin condena, programa emitido por canal 9.
- Varios capítulos: Caso Malevo Ferreira, Robledo Puch, Oriel, Evita, entre otros.

Guionista, fotógrafo y productor de fotonovelas bajo diferentes seudónimos.